# Fedde Schurer
Œuvres principales
It boek fan de Psalmen - (Le livre des Psaumes), 1947
Simson, 1949
Beam en bast - (L'écorce de l'arbre), 1963
Fedde Schurer, né le 25 juillet 1898 à Drachten, village néerlandais appartenant à la commune de Smallingerland, dans la province de Frise, aux Pays-Bas, et mort le 19 mars 1968 à Heerenveen, est un poète, journaliste et homme politique néerlandais. Il écrivait en frison et en néerlandais.

## Biographie
Né en 1898, Fedde Schurer passe sa jeunesse à Lemmer, village de pêcheurs, et travaille comme menuisier. Autodidacte, il devient en 1919, instituteur à l'école élémentaire chrétienne de son village. En 1924, il se marie avec Willemke de Vries, enseignante dans la même école, et le couple adopte un garçon, Andries.
En 1930, ses opinions pacifistes lui font perdre son emploi. Il déménage à Amsterdam, et enseigne dans des écoles religieuses de l'État. Il traduit des poèmes de Heinrich Heine en frison. Actif en politique, il est connu pour avoir exploité le jeu de mots : « Geen Führer, maar Schurer » (« Pas de Führer, mais Schurer »).
En 1935, il rejoint l'Union chrétienne-démocrate (nl) (CDU), et est membre pendant un an de l'Assemblée de Hollande-Septentrionale.
Pendant la Seconde Guerre mondiale, il participe par ses écrits et poésies à la résistance néerlandaise, notamment comme co-auteur du Geuzenliedboek 1940-1945, connu aussi sous le nom de Nieuw Geuzenliedboek (Nouveau livre de chansons de gueux). Il est un des neuf lauréats de la Verzetsprijs voor letterkundigen, prix de la Résistance pour écrivains, attribué uniquement en 1945 par le gouvernement néerlandais.
Après la guerre, il retourne en Frise, où il vit à Heerenveen, et travaille comme journaliste, en contribuant au lancement de la revue littéraire frisonne De Tsjerne. De 1956 à 1963, il est membre du Parlement national pour le Parti travailliste.
Schurer meurt en 1968 à Heerenveen.

## Œuvre
Schurer a écrit sous les pseudonymes de Louw Brants, Bouke, F. Boukes, Edzard, S. Gerlofs, S.N. Iselbank, Sjolle Kreamer, Arend van der Meer, J. Melkema, Jelle Oenes, Pier Protter, (Jelle) Rippen, J. Stranger et F(rank) Wagenaar. Sa poésie, quoique polyvalent, est caractérisée par une prédilection pour les thèmes nationaux et religieux. Après une première période, avant la guerre, où il est influencé par l'esthétisme du mouvement de la jeune poésie frisonne, inspiré de l’œuvre de Douwe Kalma (nl), son style devient, après la guerre, plus direct et moins orné. Selon E. Howard Harris, sa poésie est « abondante, mélodieuse et solide », « pénétrée de patriotisme » et la « veine religieuse » y est manifeste.

### Poésie
- 1925 : Fersen; réimpression 1934
- 1931 : Heinrich Heine. Oersettings út syn dichtwirk ; réimpression 1999
- 1931 : Utflecht (La Petite Évasion, L'Échappatoire) ; réimpression 1936
- 1936 : Op alle winen (Tous les vents)
- 1940 : Fen twa wâllen (Deux murs)
- 1947 : It boek fan de Psalmen (Le livre des Psaumes)
- 1949 : Vox humana
- 1955 : Fingerprinten (Empreintes digitales)
- 1955 : Frysk Psalm- en Gesangboek
- 1966 : Efter it nijs (Derrière les nouvelles)
- 1966 : Opheind en trochjown (Écouté et passé)
- 1966 : De gitaer by it boek (en 2 parties) (La guitare dans le livre) ; réimpression 1969, deuxième réimpression 1971
- 1974 : Samle fersen (Anthologie de vers) ; réimpression 1975

### Théâtre
- 1945 : Simson
- 1954 : Bonifatius

### Prose
- 1963 : Beam en bast - (L'écorce de l'arbre, récit)
- 1963 : Brood op het water - Sélection d'éditoriaux du Friese Koerier (nl)
- 1969 : De besleine spegel - (Le Miroir nuageux - romance autobiographique non terminée) ; réimpression 1998 en néerlandais et frison ; deuxième réimpression 2010 en frison.

## Sources
- (nl) Johanneke Liemburg, Fedde Schurer (1898-1968): Biografie van een Friese Koerier, Leeuwarden : Friese Pers/Noordboek, 2010  (ISBN 978-9 03 30 08 689)
- (nl) Fedde Schurer, De Besleine Spegel (autobiographie), Amsterdam : Moussault's Uitgeverij, 1969